# Croton pervestitus
Espèce
Croton pervestitus est une espèce de plantes à fleurs du genre Croton et de la famille des Euphorbiaceae, présente à l'est de Cuba.
Il a pour synonymes :
- Croton ellipticus, A.Rich., 1850
- Croton francavilleanus, Müll.Arg., 1865
- Oxydectes francavilleana, (Müll.Arg.) Kuntze
- Oxydectes pervestita, (C.Wright ex Griseb.) Kuntze